# Andrew Parsons (Politiker)

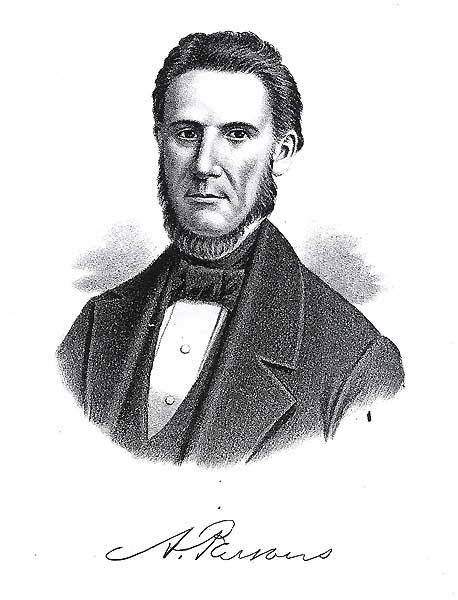
Andrew Parsons

Andrew Parsons (* 22. Juli 1817 in Hoosick, Rensselaer County, New York; † 16. Juni 1855 in Corunna, Michigan) war ein US-amerikanischer Politiker und von 1853 bis 1855 der 10. Gouverneur des Bundesstaates Michigan.

## Frühe Jahre und politischer Aufstieg
Andrew Parsons besuchte die örtlichen Schulen seiner Heimat im Staat New York. Im Jahr 1835 zog er nach Michigan, wo er als Ladenangestellter und Schullehrer arbeitete. Bald wurde er auch Grundbuchbeamter (Register of Deeds).
Parsons war Mitglied der Demokratischen Partei. Zwischen 1847 und 1848 saß er im Senat von Michigan. Dann war er von 1852 bis 1853 im Vorstand der University of Michigan, ehe er als Kandidat seiner Partei zum Vizegouverneur von Michigan gewählt wurde.

## Vizegouverneur und Gouverneur
Nach dem am 7. März 1853 erfolgten Rücktritt des amtierenden Gouverneurs Robert McClelland, der zum US-Innenminister ernannt worden war, musste Parsons als dessen Stellvertreter die verbleibende Amtszeit bis zum 3. Januar 1855 beenden. In diesen knapp zwei Jahren wurde in Michigan die Steuergesetzgebung reformiert. Außerdem erlebte sowohl Michigan, wie auch die gesamten Vereinigten Staaten einen politischen Wandel. Durch die Gründung der Republikanischen Partei und die Auflösung der Whigs änderte sich die Parteienlandschaft. Das geschah auch vor dem Hintergrund des sich zuspitzenden Konflikts zwischen Nord- und Südstaaten. Die Demokratische ihrerseits waren innerlich über die Frage der Sklaverei zerrissen. Für die Gouverneurswahlen des Jahres 1855 verweigerten sie Parsons die erneute Nominierung, so dass er im Januar 1855 aus seinem Amt ausscheiden musste.

## Lebensende
Parsons schaffte es aber, in das Repräsentantenhaus von Michigan gewählt zu werden. Dort zog er Anfang 1855 als Abgeordneter ein. Er konnte sich aber nicht lange seines Mandats erfreuen. Schon bald zwang ihn eine Erkrankung zum Rücktritt. Er zog sich auf seine Farm bei Corunna zurück, wo er am 16. Juni 1855 verstarb. Andrew Parsons war mit Marietta Clason verheiratet, mit der er vier Kinder hatte.